# Diadochenoorlogen
De Diadochenoorlogen (Πόλεμοι τῶν Διαδόχων) waren een serie van conflicten gevochten tussen de generaals van Alexander de Grote om de heerschappij over zijn enorme rijk. Deze oorlogen werden tussen 322 en 275 v.Chr. gevochten.

## Achtergrond
Toen Alexander de Grote stierf (10 juni 323 v.Chr.) liet hij een enorm rijk achter dat vooral was samengesteld uit onafhankelijke gebieden. Alexanders rijk strekte zich uit van zijn vaderland Macedonië, samen met Griekenland, dat zijn vader had onderworpen, tot Bactrië en delen van India in het oosten. Ook Anatolië, de Levant, Babylonië en Perzië hoorden erbij.
Omdat Alexander geen opvolger had gekozen, was er al bijna onmiddellijk een discussie tussen zijn generaals aan de gang over wie nu zijn opvolger zou worden. Meleager en de infanterie steunden Alexanders halfbroer, Arrhidaeus, terwijl Perdikkas, de commandant van de cavalerie, het nog ongeboren kind van Alexander en Roxane steunde. Er werd een overeenkomst opgesteld en Arrhidaeus zou (als Philippus III) koning worden, en samen heersen met Roxannes kind, want ze dachten dat het een jongen was (als hij dat was, zou hij Alexander IV genoemd worden). Perdikkas zelf zou regent worden van het gehele rijk, en Melegaer zou zijn luitenant zijn. Perdikkas had Melegaer en de andere infanterieleiders al laten vermoorden, en ging ervan uit dat hij nu de volledige controle over het rijk had.
De andere cavaleriegeneraals die Perdikkas hadden bijgestaan werden beloond in de Rijksdeling van Babylon, waardoor ze satrapen werden van verschillende delen van het rijk. Ptolemaeus kreeg Egypte; Laomedon kreeg Syrië en Fenicië; Philotas kreeg Cilicië, Peithon kreeg Medië; Antigonos kreeg Phrygië, Lycië en Pamphylië; Asander kreeg Karië; Menander kreeg Lydië; Lysimachus kreeg Thracië; Leonnatus verkreeg Phrygië aan de Hellespont; en Neoptolemus kreeg Armenië. Macedonië en de rest van Griekenland werden onder leiding van Antipater geplaatst, samen met Krateros. Alexanders oude secretaris, Eumenes, kreeg Cappadocië en Paphlagonië.
In het oosten liet Perdikkas grotendeels Alexanders regelingen intact: Poros en Taxiles heersten over hun koninkrijken in India; Alexanders stiefvader Oxyartes heerste over Gandara; Sibyrtius heerste over Arachosië en Gedrosië; Stasanor heerste over Arië en Drangiana; Philippus heerste over Bactrië en Sogdiana; Phrataphernes heerste over Parthië en Hyrcanië; Peucestas heerste over Persis; Tlepolemus heerste over Carmanië; Atropates, Perdikkas' schoonvader, heerste over Noord-Medië; Archon heerste over Babylonië; en Arcesilas heerste over Noord-Mesopotamië.

## Lamische Oorlog
Het nieuws over Alexanders dood ontketende een opstand in Griekenland, bekend als de Lamische Oorlog. Athene en de andere stadstaten sloten een bondgenootschap, en konden Antipater belegeren in het fort van Lamia. Antipater werd echter ontzet door een leger gezonden door Leonnatus, die sneuvelde, maar de oorlog kwam niet tot een einde tot Krateros aankwam en de Atheners versloeg in de slag bij Crannon. Dit bracht voor een tijdje een einde aan de Griekse weerstand tegen de Macedonische overheersing. Ondertussen kon Peithon een opstand onderdrukken van de Griekse kolonisten in het oosten van het rijk, en Perdikkas en Eumenes konden Cappadocië onderwerpen.

## Eerste Diadochenoorlog (322-320 v.Chr.)

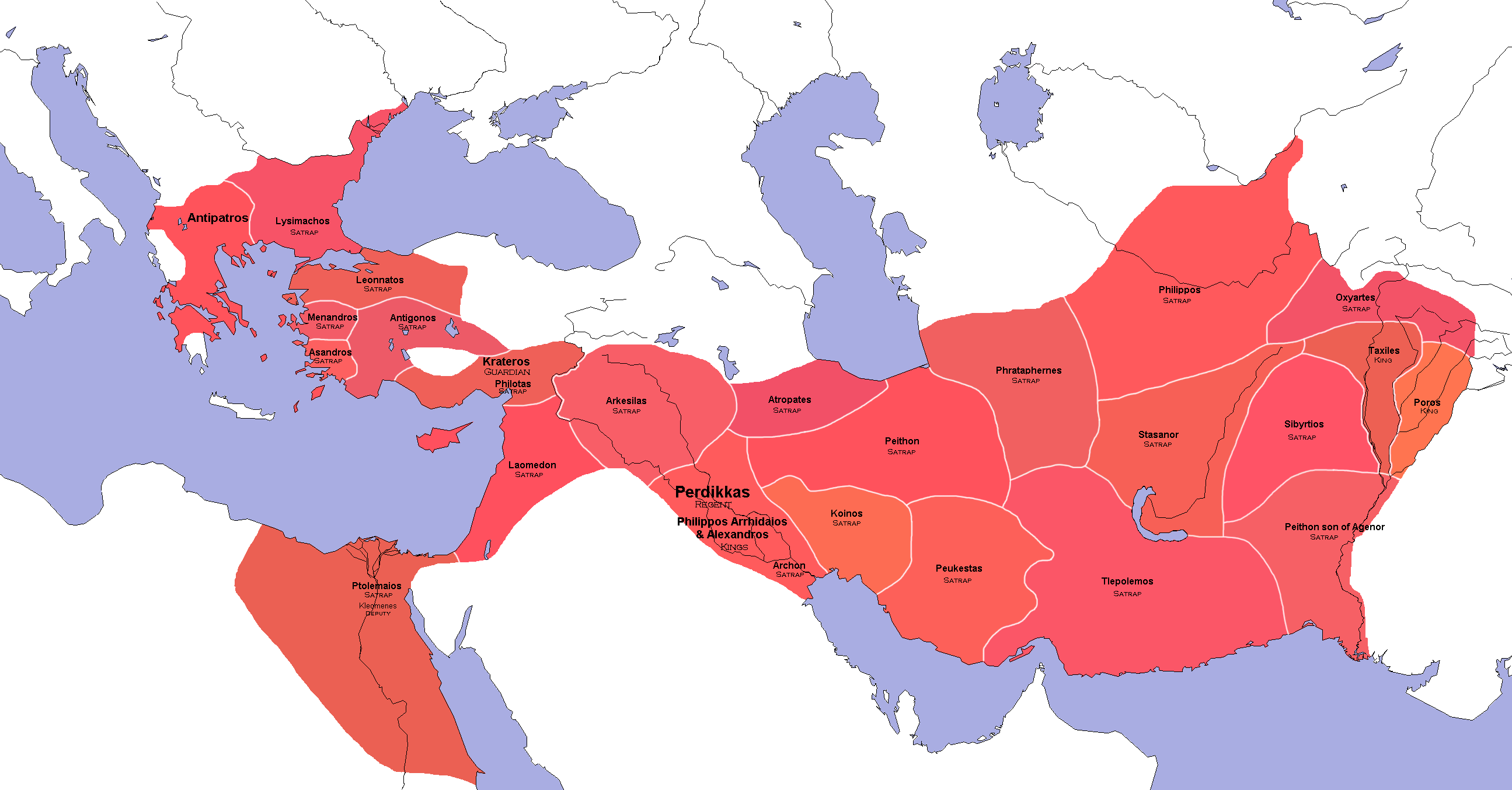
De verdeling van de satrapieën van het Macedonische Rijk na de Rijksverdeling van Babylon.

Er brak echter al snel een conflict uit. Perdikkas (die al beloofd had aan Antipater om met zijn dochter, Nicea, te trouwen) probeerde om met Alexanders zus, Cleopatra, te trouwen. Dit zou Perdikkas de waardige eiser van de troon zijn. Vanaf het moment dat dit nieuws Antipater bereikte (nadat hij de opstand in Griekenland had onderdrukt) verzamelde hij zijn leger om hem aan te vallen. Hij gaf de leiding van zijn leger aan zijn generaal Krateros, die een einde aan de Lamische Oorlog had gemaakt, dankzij zijn militair genie. Dit was het begin van de Diadochenoorlogen. Antigonos, Menander, Asander en Ptolemaeus sloten zich bij hem aan in zijn opstand tegen Perdikkas. De eigenlijke uitbraak van deze oorlog werd uitgelokt door Ptolemaeus' diefstal van het lijk van Alexander de grote. Hoewel Eumenes de rebellen kon verslaan in Klein-Azië, in een slag waarin Krateros werd gedood, was het allemaal voor niets, omdat Perdikkas zelf werd gedood door zijn generaals Peithon, Seleucus en Antigenes tijdens een invasie van Egypte (nadat een oversteek over de Nijl was mislukt).
Ptolemaeus kwam tot een overeenkomst met Perdikkas moordenaars, wat Peithon en Arrhidaeus tot de regenten maakte, maar ze kwamen al snel tot een nieuwe overeenkomst met Antipater. Antipater werd regent van het rijk gemaakt. Antigonos behield de leiding over Phrygië, Lycië en Pamphylië, waaraan hij Lycaonië. Ptolemaeus behield Egypte, Lysimachus behield Thracië, terwijl de drie moordenaars, Seleucus, Peithon en Antigenes, de provincies Babylonië, Medië en Susiana kregen. Arrhidaeus, de vroegere regent, kreeg Phrygië aan de Hellespont. Antigonos kreeg de opdracht om Perdikkas' vroegere aanhanger, Eumenes, te verslaan. Antipater zelf behield de controle over Macedonië en Griekenland, terwijl Antigonos, als leider van het grootste leger ten oosten van de Hellespont, een gelijkaardige positie in Azië besloeg.

## Tweede Diadochenoorlog (319-315 v.Chr.)
Er brak al snel opnieuw een oorlog uit na de dood van Antipater. Hij had zijn eigen zoon, Kassander, als opvolger had benoemd, en Polyperchon als regent. Een burgeroorlog brak al snel uit in Macedonië en Griekenland tussen Polyperchon en Kassander, en deze laatste werd bijgestaan door Antigonos en Ptolemaeus. Polyperchon sloot een bondgenootschap met Eumenes, maar werd verdreven uit Macedonië door Kassander, en vluchtte naar Epirus met Alexanders zoon en Roxane. In Epirus sloot hij zich aan bij Olympias, de moeder van Alexander, en samen vielen ze Macedonië aan. Ze werden tegengehouden door een leger onder leiding van Arrhidaeus en zijn vrouw Eurydice, maar zij liepen onmiddellijk over naar hen, maar ze werden gedood. Kort daarna keerde het tij en Kassander kwam als winnaar uit de strijd, nadat hij Olympias had gevangengenomen en gedood. Zo verkreeg hij de controle over Macedonië.
In Azië werd Eumenes verder teruggedreven naar het oosten door Antigonos' legers dankzij de slagen bij Paraitakene in 317 v.Chr. en in 316 v.Chr. bij Gabiene. Het was in de nasleep van deze laatste slag dat Eumenes werd verraden door zijn eigen troepen en aan Antigonos werd overhandigd, die hem in 315 v.Chr. doodde. Dit maakte Antigonos onbetwistbaar tot de sterkste speler in Azië.

## Derde Diadochenoorlog (314-311 v.Chr.)
In deze oorlog stond Antigonos, die te machtig was geworden voor de andere heersers om hem nog te kunnen dulden, tegenover Ptolemaeus, Lysimachus en Kassander. Antigonos viel Syrië aan en belegerde Tyrus langer dan een jaar. Antigonos zelf sloot zich aan bij Polyperchon, die nog steeds heerste over een deel van de Peloponnesos, en vrijheid beloofde aan de Grieken om hen aan zijn kant te krijgen. Maar hoewel Kassander geneigd was om vrede te sluiten met Antigonos, begon de oorlog zich tegen deze laatste eenogige generaal te keren. Een leger gezonden door Antigonos onder leiding van zijn officier Athenaeus kon de Nabateeërs niet onderwerpen. Ptolemaeus viel Syrië binnen en versloeg Antigonus' zoon, Demetrius, in de slag bij Gaza, en Seleucus verkreeg de controle over Babylon, en zo ook over de oostelijke delen van Alexanders rijk. Hoewel Antigonos nu een vredesverdrag met Ptolemaeus, Lysimachus en Kassander sloot, bleef hij in oorlog met Seleucus, waardoor hij het oosten van het rijk wilde heroveren. Hoewel hij Babylon kon binnengaan in 310 v.Chr. eindigde de Babylonische Oorlog in een nederlaag van Antigonos.
Op ongeveer hetzelfde moment had Kassander de jonge Alexander IV en zijn moeder Roxane laten vermoorden, waarmee hij de dynastie van de Argeaden, die Macedonië voor een aantal eeuwen hadden geregeerd, eindigde.

## Vierde Diadochenoorlog (308-301 v.Chr.)

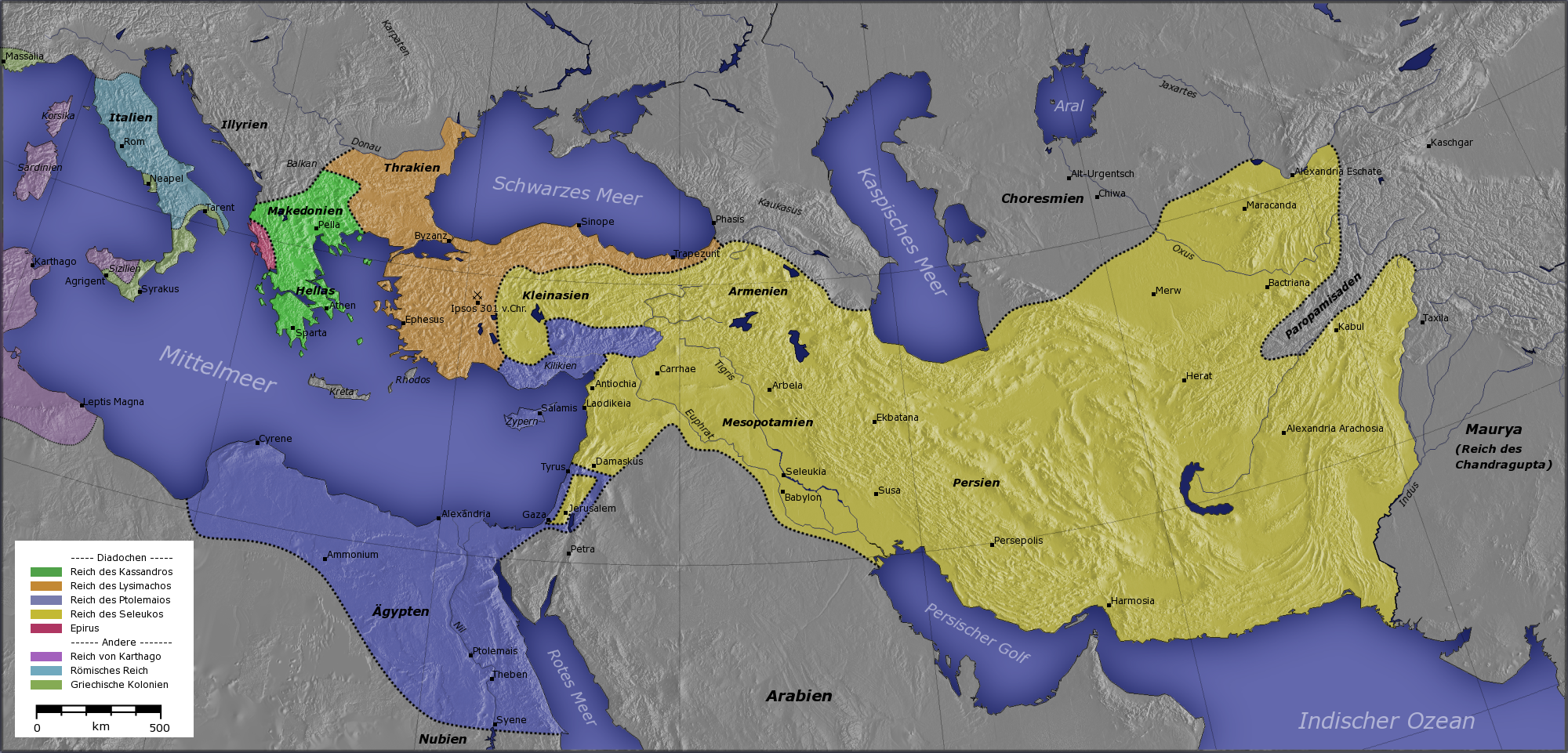
Koninkrijken van de Diadochen na de Slag bij Ipsus.
Rijk van Ptolemaeus
Rijk van Kassander
Rijk van Lysimachus
Rijk van Seleucus

De conflicten begonnen opnieuw toen Ptolemaeus zijn invloed aan het uitbreiden was naar de Egeïsche Zee en Cyprus, terwijl Seleucus zijn controle over het oostelijke rijk wilde versterken. Antigonos hervatte de oorlog, en hij zond zijn zoon, Demetrius om Griekenland te veroveren. In 307 v.Chr. nam hij Athene in, en zei dat de stad weer vrij was. Demetrius verlegde nu zijn aandacht op Ptolemaeus. Hij viel Cyprus aan en versloeg Ptolemaeus' vloot in de slag bij Salamis op Cyprus. In de nasleep van deze overwinning maakten Antigonos en Demetrius aanspraak op de kroon van het volledige rijk, kort daarna gevolgd door Ptolemaeus, Seleucus, Lysimachus en uiteindelijk Kassander.
In 306 v.Chr. probeerde Antigonos om Egypte aan te vallen, maar de stormen weerhielden Demetrius' vloot om hem te voorzien van voorraden, en hij werd gedwongen om terug te keren naar Klein-Azië. Nu Kassander en Ptolemaeus beiden verzwakt waren, en Seleucus nog steeds het Oosten aan het consolideren was, richtte hij zijn aandacht op Rhodos, dat werd belegerd door het leger van Demetrius. Het eiland werd versterkt door troepen van Ptolemaeus, Lysimachus en Kassander. Uiteindelijk bereikten de Rhodiërs een akkoord met Demetrius; ze zouden Antigonos en Demetrius steunen tegen al hun vijanden, uitgezonderd hun bondgenoot Ptolemaeus. Ptolemaeus nam de titel Soter ("Redder") aan voor zijn rol in het voorkomen van de val van Rhodos, maar uiteindelijk was de overwinning toch voor Demetrius. Demetrius keerde terug naar Griekenland, versloeg Kassander, en vormde een nieuwe Helleense Liga, om met zichzelf als generaal alle Griekse steden te beschermen tegen alle vijanden (en vooral Kassander).
Hierdoor drong Kassander aan voor vrede, maar Antigonos verwierp dit, en Demetrius viel Thessalië aan, waar hij en Kassander tegenover elkaar stonden in onbesliste slagen. Maar nu Kassander hulp vroeg aan zijn bondgenoten, en Anatolië werd aangevallen door Lysimachus, waardoor Demetrius gedwongen werd om Thessalië te verlaten en zijn legers naar Klein-Azië te zenden om zijn vader te helpen. Met de hulp van Kassander veroverde Lysimachus het grootste deel van West-Anatolië, maar werd al snel geïsoleerd door Antigonos en Demetrius bij Ipsus. Hier kwam Seleucus beslissend tussenbeide om Lysimachus te redden en versloeg Antigonos volkomen in de slag bij Ipsus. Antigonos werd gedood in de slag, en Demetrius vluchtte terug naar Griekenland om de overblijfselen van zijn heerschappij veilig te stellen. Lysimachus en Seleucus verdeelden Antigonos' grondgebied in Azië tussen hen beide, met Lysimachus die het westen van Klein-Azië kreeg en Seleucus de rest, uitgezonder Cilicië en Lycië, die naar Kassanders broer Pleistarchos gingen.

## De strijd om Macedonië (298-285 v.Chr.)
De gebeurtenissen van de volgende anderhalve decennia waren allen geconcentreerd rond Macedonië zelf. Kassander stierf in 298 v.Chr. en zijn zonen, Antipater en Alexander V, bleken zwakkelingen. Nadat hij had geruzied met zijn broer riep Alexander V de hulp in van Demetrius I Poliorketes, die de controle van Cyprus, de Peloponnesos en veel van de Egeïsche eilanden had heroverd, en veroverde al snel Cilicië en Lycië. Nadat Pyrrhus van Epirus was tussengekomen in een kwestie over Ambracia, viel Demetrius Macedonië binnen, doodde Alexander, en kreeg de controle van Macedonië voor hemzelf. Terwijl Demetrius zijn heerschappij over Griekenland verstevigde, werden zijn andere gebieden aangevallen en veroverd door Lysimachus (die West-Anatolië heroverde), Seleucus (die het grootste deel van Cilicië innam) en Ptolemaeus (die Cyprus, Oost-Cilicië en Lycië veroverde).
Demetrius werd snel verdreven uit Macedonië door een opstand gesteund door een alliantie van Pyrrhus en Lysimachus, die het Koninkrijk tussen hen twee verdeelden. Demetrius liet Griekenland echter over aan zijn zoon, Antigonos Gonatas, en lanceerde een invasie op het oosten. Hoewel hij in het begin successen boekte, werd hij uiteindelijk gevangen genomen door Seleucus en dronk zichzelf twee jaar later dood.

## De strijd tussen Lysimachus en Seleucus (285-281 v.Chr.)
Hoewel Lysimachus en Pyrrhus hadden samengewerkt om Antigonos Gonatas uit Thessalië en Athene te verdrijven, dreef Lysimachus Pyrrhus uit Macedonië na de gevangenneming van Demetrius.
Dynastieke ruzies verscheurden ook Egypte, waar Ptolemaeus had beslist om zijn jongere zoon, Ptolemaeus Philadelphus, zijn erfgenaam te maken in plaats van zijn oudere zoon, Ptolemaeus Ceraunus. Ceraunus vluchtte naar Seleucus. De oude Ptolemaeus stierf vredig in zijn bed in 282 v.Chr. en Philadelphus volgde hem op.
Lysimachus maakte snel de fatale vergissing om zijn zoon Agathocles te vermoorden op aanraden van zijn tweede vrouw. Agathocles' eerste vrouw vluchtte naar Seleucus, die nu de oorlog verklaarde aan Lysimachus. Seleucus versloeg en doodde Lysimachus in de slag bij Corupedium in 281 v.Chr. maar leefde niet lang genoeg om lang van zijn overwinning te kunnen genieten. Hij werd bijna onmiddellijk vermoord door Ptolemaeus Ceraunus, voor onbekende redenen. Nu zowel Lysimachus en Seleucus dood waren, kon Ptolemaeus de troon van Macedonië en Thracië voor zichzelf opeisen.

## De Gallische invasies en consolidatie van het rijk (280-275 v.Chr.)
De dood van Lysimachus had de grens van Macedonië open gemaakt voor een barbaarse invasie, en al snel plunderden Gallische stammen door Macedonië en Griekenland, en vielen Klein-Azië binnen. Ptolemaeus Ceraunus werd gedood door de indringers, en na een aantal jaren chaos, kwam Demetrius' zoon Antigonus Gonatas op als heerser van Macedonië. In Azië kon Seleucus' zoon, Antiochus I, de Keltische indringers verslaan, die zich hadden gesetteld in centraal Anatolië dat later Galatië zou genoemd worden.
Nu, bijna vijftig jaar na Alexanders dood, was er een soort van orde hersteld. Ptolemaeus heerste over Egypte, Zuid-Syrië, en verschillende gebieden in het zuiden van Klein-Azië. Antiochos heerste over de enorme Azische gebieden in het rijk, terwijl Macedonië en Griekenland (uitgezonderd de Aetolische Bond) in handen van Antigonus waren.

## Gevolgen
Zie: Hellenisme